# Boeing CH-47 Chinook
Il Boeing CH-47 Chinook è un elicottero pesante (fascia da 9 a 12 tonnellate) da trasporto.
È caratterizzato principalmente da una configurazione a 2 rotori: uno sopra la cabina di pilotaggio, il secondo nella sezione di coda come per il CH-46 e non nella consueta configurazione rotore principale e rotore anti-coppia. Il CH-47 si caratterizza anche per una grande fusoliera (15 m di lunghezza) con portellone cargo di coda; ha due turbine Honeywell (Lycoming) T55-L-712E montate nella sezione di coda in due gondole esterne sotto al rotore posteriore. L'elicottero è dotato di carrello d'atterraggio fisso composto da quattro ruote in configurazione 2-2.

## Sviluppo
Sviluppato a partire dal 1956 quale versione ingrandita del Vertol (poi Boeing/Vertol) CH-46, il YCH-47A effettuò il suo primo volo il 21 settembre 1961 e venne messo in servizio presso l'U.S. Army nel 1962 come CH-47A. Nel corso degli anni sono state sviluppate tutta una serie di migliorie confluite nelle versioni -B; -C; -D; -F; si può dire che le versioni -B e -C sono simili alla -A; mentre una vera prima modifica avvenne con la versione -D, infatti nel 1982 l'US Army ordinò di portare 479 esemplari nelle Versioni -A, -B e -C allo standard della versione -D. Nel 2001 Boeing ha realizzato una nuova versione la -F da costruire sia come elicottero nuovo o come aggiornamento delle versioni precedenti, in particolare per le versioni -C e -D.
Di questo elicottero su richiesta del USSOCOM è stata sviluppata un'apposita versione per le operazioni speciali e il Combat-SAR denominata MH-47E. Nell'ottobre 2006, la Boeing ha vinto il concorso CSAR-X per la sostituzione dei HH-60 Pave Hawk dell'USAF con la versione HH-47 per il Combat-SAR; battendo il concorrente europeo US-101 e l'H-92
Del CH-47 sono stati prodotti circa 1200 esemplari nelle varie versioni. Anche se molto anziano come progetto è molto apprezzato come elicottero ed il suo impiego è diffuso e si presume possa restare in servizio per molti decenni ancora soprattutto con le sue ultime versioni CH-47F e HH-47.
I motivi dell'interessamento di molte forze armate a questo elicottero sono legate alle elevate capacità di carico interne ed esterne. Il Chinook è capace di trasportare materiale su ben tre punti d'aggancio nella parte ventrale della fusoliera impiegando il gancio baricentrico ed i ganci anteriore e posteriore, utilizzabili singolarmente, in tandem (anteriore e posteriore) od anche tutti insieme.
La Boeing detentrice del progetto originale ha autorizzato AgustaWestland (poi confluita in Leonardo S.p.a., già Finmeccanica) e Kawasaki alla produzione su licenza dell'elicottero rispettivamente in Italia e in Giappone.
In Italia il velivolo viene impiegato anche per la lotta agli incendi.

## Versioni
- CH-47A (1961)
- CH-47B (1967)
- CH-47C (1967)
- CH-47D (1979)
- CH-47SD (2001)
- CH-47F (2001)
- ACH-47A, (Vietnam)
- MH-47E, Combat Search and Rescue (Combat-SAR) (1991)
- MH-47G, Combat Search and Rescue (Combat-SAR) (2001)
- HH-47 CSAR-X (Combat Search and Rescue) (2006)

## Utilizzatori

### Civili
Stati Uniti
- Coulson Aviation

4 CH-47D ex Koninklijke Luchtmacht acquistati nel 2020.
- Billings Flying Services

8 CH-47D ex US Army in servizio, più 7 CH-47D ex Koninklijke Luchtmacht olandese ordinati l'8 giugno 2023.

### Militari

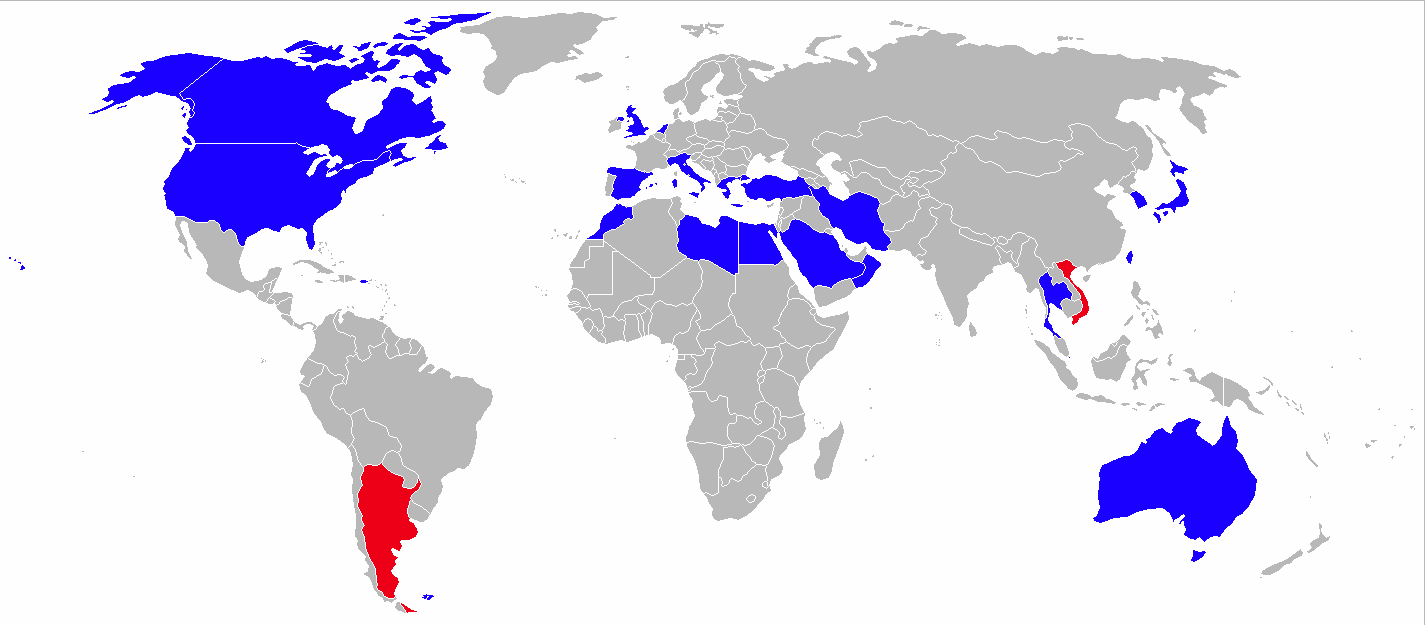
Clienti militari del CH47 nel mondo in blu; ex clienti in rosso.

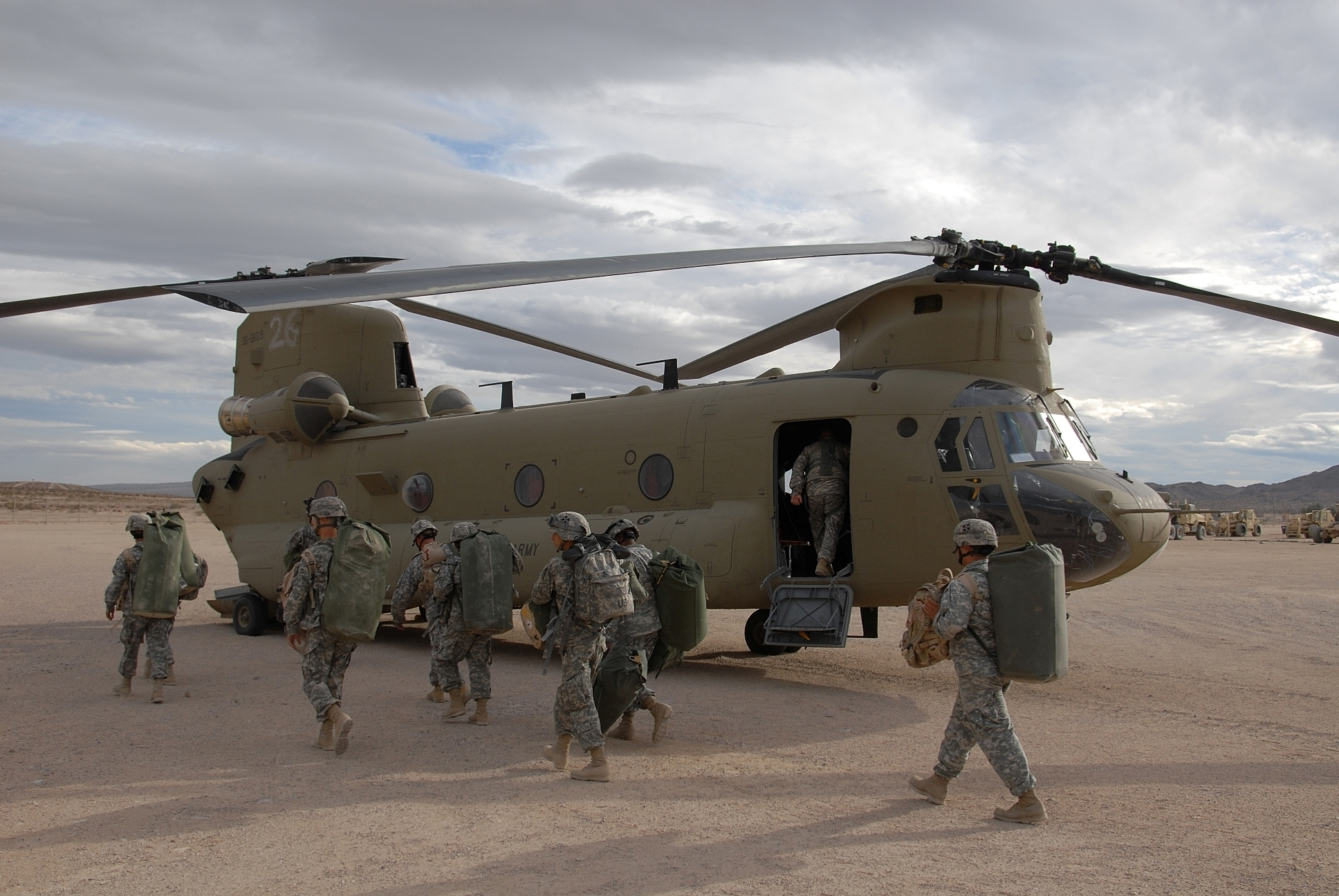
Un CH-47F

Arabia Saudita
- CH-47C

 Argentina
- Ejército Argentino

2 CH-47C in servizio dal 1979 al 1982.
- Fuerza Aérea Argentina

3 CH-47C ricevuti il 14 gennaio 1980 (uno dei quali perso durante la Guerra delle Falkland) e ritirati nel 2002.
 Australia
- Australian Army Aviation

12 CH-47C consegnati a partire dal 1974, 8 CH-47D (4 nuovi, 4 CH-47C convertiti) e 10 CH-47F. Al maggio 2021 restano in servizio i soli 10 CH-47F. Ulteriori 4 CH-47F ordinati ad aprile 2021, i primi due dei quali e consegnati il 7 luglio dello stesso anno. Gli ultimi due esemplari (che hanno portato la flotta a 14) sono stati consegnati il 23 giugno 2022.
 Canada
- Royal Canadian Air Force

15 CH-147F consegnati a partire dal 2012.
 Corea del Sud
- Daehan Minguk Gonggun

6 HH-47D ricevuti nel 1991, di cui uno è stato perso in un incidente. Ulteriori 5 CH-47D ex US Army sono stati consegnati nel 2014.
- Daehanminguk Yuk-gun

18 CH-47D ricevuti tra il 1988 e il 1990, uno dei quali è stato perso in un incidente nel maggio 2001. 6 CH-47D(LR) a lungo raggio sono stati consegnati nel 1998. Ulteriori 9 CH-47D ex US Army acquistati nel 2014.
 Egitto
- El Qūwāt El Gawīyä El Maṣrīya

14 CH-47C e 17 CH-47D consegnati, 3 dei primi e tutti gli esemplari del secondo modello in servizio all'agosto 2019. Il 26 maggio 2022, il Dipartimento di Stato americano ha autorizzato l'acquisto di 23 nuovi CH-47F. Il 3 gennaio 2023 sono stati ordinati 12 CH-47F, rispetto ai 23 annunciati a maggio 2022.
 Emirati Arabi Uniti
- Al-Quwwāt al-Jawiyya al-Imārātiyya

20 CH-47F in servizio al novembre 2019.
 Giappone
- Kōkū Jieitai

17 CH-47J (CH-47D) consegnati e tutti in servizio al novembre 2020. Ulteriori 5 CH-47J Block II selezionati ad ottobre 2024 e ordinati a gennaio 2025.
- Rikujō Jieitai

34 CH-47J ricevuti a partire dal 1986, più 35 CH-47JA ricevuti a partire dal 1998. Ulteriori 12 CH-47JA Block II Extender Range selezionati ad ottobre 2024 e ordinati a gennaio 2025.
 Germania
- Luftwaffe (Bundeswehr)

Il 1 giugno 2022, il Ministero della Difesa tedesco ha confermato di aver selezionato l'elicottero CH-47F Block II per soddisfare i requisiti del programma STH per le forze armate tedesche. Gli esemplari da acquistare saranno un massimo di 60 per un costo di 5 miliardi di dollari. Ordine per 60 CH-47F formalizzato il 20 luglio 2023.
 Grecia
- Ellinikós Stratós

10 CH-47C di produzione Elicotteri Meridionali in servizio dal 1981 al 1990, 9 esemplari dei quali aggiornati dalla Boeing alla versione CH-47DG. 7 CH-47SD consegnati nel 2001, più 11 CH-47D ex US Army consegnati a partire dal 2015.
 India
- Bhāratīya Vāyu Senā

15 CH-47F ordinati nel 2015 ed in consegna nel 2019. Il primo esemplare è stato accettato negli Stati Uniti d'America a febbraio 2019. I primi 4 esemplari sono entrati in servizio a marzo 2019. Le consegne sono state completate a marzo 2020.
 Iran
- Niru-ye Havayi-ye Artesh-e Jomhuri-ye Eslami-e Iran

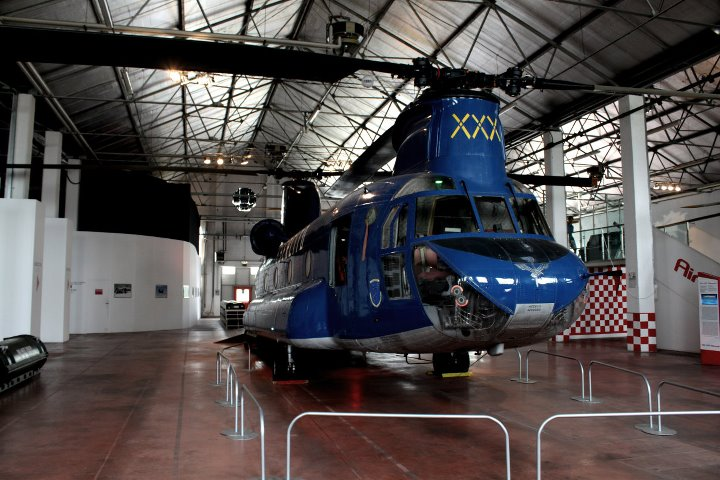
CH 47 AgustaWestland, in livrea blu per i trent'anni dell 1º Rgt. "ANTARES" dell'Aviazione dell'Esercito al museo del volo Volandia

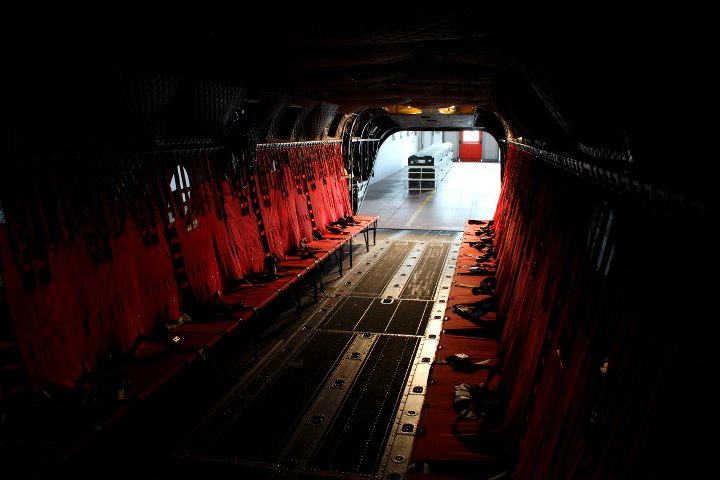
Particolare dell'interno del CH 47 AgustaWestland, dell'Aviazione dell'Esercito al museo del volo Volandia

2 CH-47C consegnati.
 Israele
- CH-47E o CH-47F

 Italia
- Esercito Italiano

40 CH-47C ordinati, 6 prodotti da Boeing-Vertol e 34 assemblati in Italia dalla Elicotteri Meridionali, che furono consegnati a partire 16 febbraio 1973. In seguito, dodici di questi furono convertiti allo standard CH-47C+. 16 ICH-47F ordinati nel maggio del 2009 per sostituire i CH-47C, i primi due dei quali furono consegnati il 2 ottobre 2014.
(AgustaWestland)
 Libia
- Al-Quwwat al-Jawwiyya al-Libiyya

20 CH-47C consegnati.
 Marocco
- Forces royales air

opera al marzo 2017 con 7 dei 12 CH-47C acquistati nel periodo 1979/1982, a cui sono stati affiancati 3 CH-47D ex US Army acquistati nel 2009.
 Nigeria
- CH-47C

 Paesi Bassi
- Koninklijke Luchtmacht

13 CH-47D ricevuti a partire dal 1996 e ritirati il 22 dicembre 2021. 6 CH-47F consegnati a partire dal 2012. Ulteriori 14 CH-47F sono stati ordinati in due lotti (12 + 2) nel 2016 ed a maggio 2017, standard al quale sono stati aggiornati anche i 6 esemplari del primo lotto ricevuto nel 2012. Il primo dei 14 nuovi CH-47F è stato consegnato ad aprile 2020. L'ultimo esemplare è stato consegnato il 9 novembre 2023. Quattro CH-47D sono stati ceduti alla statunitense Coulson Aviation nel 2020. Sette dei CH-47D ritirati sono stati ceduti alla statunitense Billings Flying Services per essere utilizzati nella lotta aerea antincendio.
 Regno Unito
- Royal Air Force

opera, all'ottobre 2018, con Chinook 38 HC4, 8 HC5 e 14 HC6. Gli HC4/HC4A sono degli HC2/HC2A che sono stati aggiornati in base al Progetto Julius, mentre gli HC5 sono HC3 aggiornati. Tutte le versioni precedenti saranno portate allo standard HC6. La vendita di ulteriori 16 CH-47F ER Block II è stata autorizzata dal Dipartimento di Stato USA il 19 ottobre 2018. 14 CH-47F ER Block II ordinati il 22 giugno 2021,  con consegne a partire dal 2026.
 Singapore
- Aeronautica militare della Repubblica di Singapore

6 CH-47D consegnati a partire dal 1994, ed operativi, fino al 2016, presso il "Redmond Taylor" Army Helicopters di Dallas, nel Texas, nell'ambito del programma di collaborazione "Peace Prairie", ma prossimi alla radiazione. Restano ancora in servizio, ma a breve termine, i 10 CH-47SD ricevuti ed operativi sulla base di Sembawang dal 1998. 16 nuovi CH-47F ordinati nel 2016, il primo dei quali è stato consegnato il 3 giugno 2021. A febbraio 2022 è stato deciso di non ritirare i 10 CH-47SD, consentendo, con l'arrivo dei 16 CH-47F, di avere 26 Chinook.
 Spagna
- Fuerzas Aeromóviles del Ejército de Tierra

19 CH-47C in servizio a partire dal 1972, 17 dei quali aggiornati a CH-47D in due fasi: dodici convertiti tra il settembre 1991 e l'aprile 1993 e i restanti cinque tra il 1999 e il 2002. Di questi, 13 CH-47D sono stati aggiornati alla versione CH-47F mentre ulteriori 4 esemplari sono stati acquistati nuovi di fabbrica, con il primo esemplare aggiornato consegnato nel 2021 e l'ultimo a ottobre 2024. Un ulteriore CH-47F ordinato il 5 luglio 2023.
 Stati Uniti
- United States Army

414 tra CH-47D e CH-47F in servizio al dicembre 2018.
73 MH-47G consegnati, 69 in servizio a settembre 2018. 37 nuovi MH-47G Block II consegnati, più 6 ordinati al 3 marzo 2022.
- Army Reserve
- Army National Guard

ha operato o opera attualmente con CH-47A, CH-47B, CH-47C, CH-47D, MH-47D, MH-47E, CH-47F, MH-47G e HH-47 CSAR-X.
 Taiwan
- Zhōnghuá Mínguó Lùjūn

9 CH-47SD ordinati nel 1999 e consegnati nel 2002-2003. Un esemplare si è schiantato il 18 dicembre 2008.
 Thailandia
- CH-47D

 Turchia
- Türk Kara Kuvvetleri

11 CH-47F ordinati in due lotti rispettivamente da 6 e 5 nel 2011, e tutti consegnati al luglio 2019.
 Vietnam
- Không Quân Nhân Dân Việt Nam

operò con diversi esemplari catturati dalla sudvietnamita Khong Quan Viet Nam.
 Vietnam del Sud
- Không Quân Việt Nam

operò con 34 CH-47.

## Operazioni a cui ha partecipato

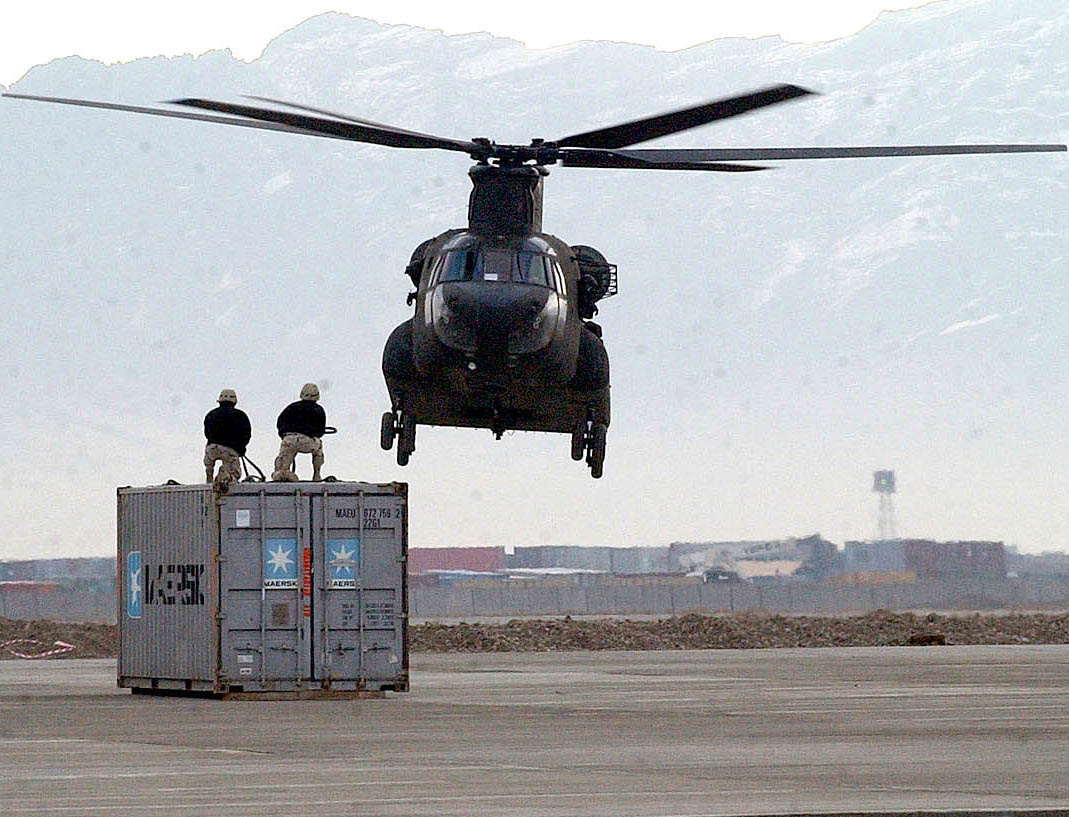
CH-47 statunitense in servizio in Afghanistan

Il CH-47 è stato usato in varie operazioni in tutto il mondo. Di seguito vediamo una panoramica di tutte le operazioni effettuate divise per nazione e appartenenza degli elicotteri.

### Stati Uniti d'America
- Guerra del Vietnam (dal 1965): CH47A
- Guerra del Golfo: CH47D (163 elicotteri utilizzati), MH47E
- Guerra del Kosovo (2000)
- Afghanistan (2002)
- Filippine (2002)
- Iraq (2003)

### Regno Unito

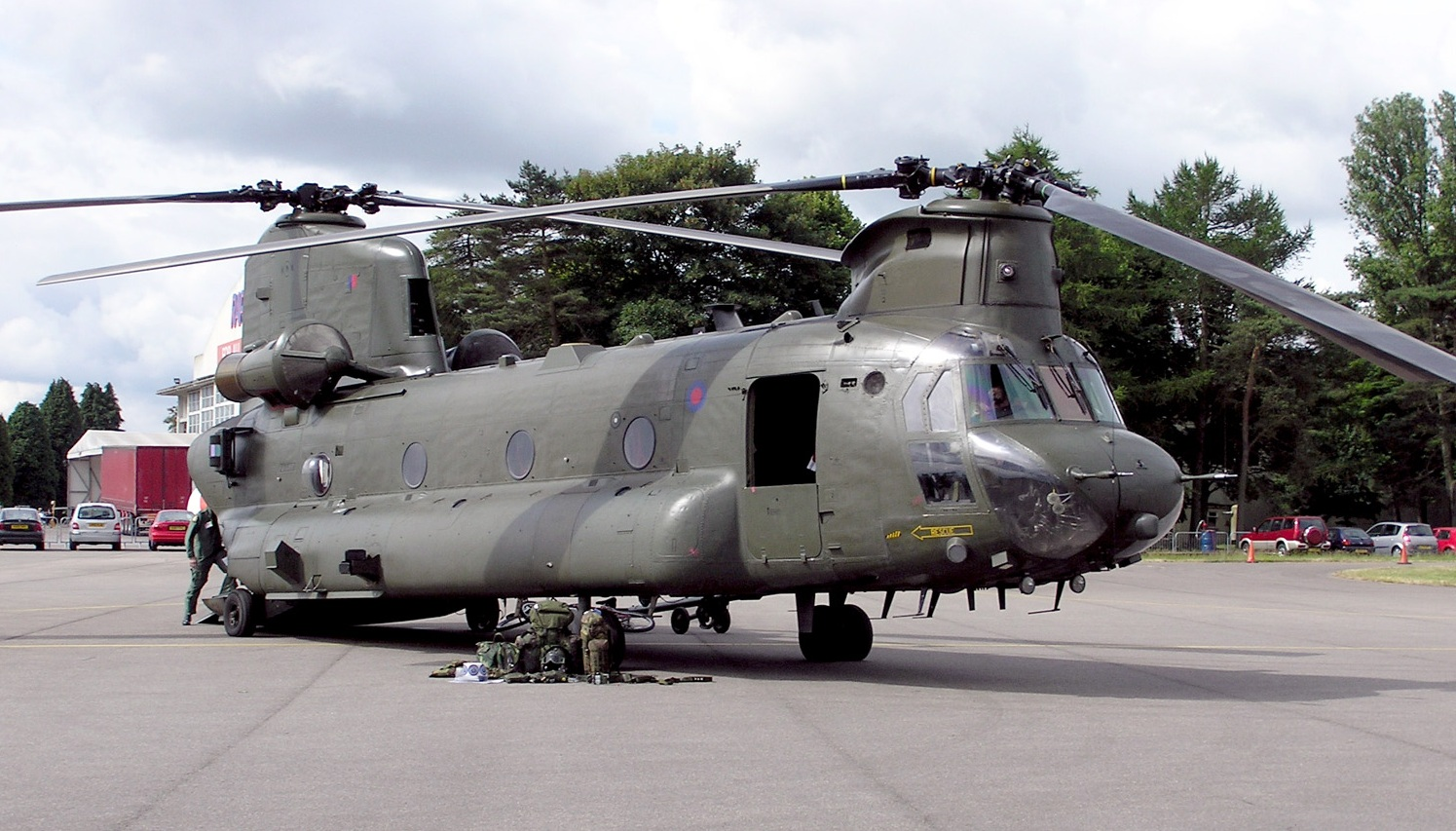
CH-47 della RAF

- Guerra delle Falkland (1982): persi 3 elicotteri trasportati sulla nave Atlantic Conveyor (nessuno in combattimento), e catturato uno argentino
- Guerra del Golfo: utilizzato dallo Special Air Service
- Bosnia (1995-2001): impiegati nelle forze ONU, IFOR e SFOR
- Kosovo (2000): impiegati nella forza KFOR (4 elicotteri)
- Sierra Leone (2000): 3 elicotteri utilizzati per la liberazione e il recupero di ostaggi nella regione delle Okkrah Hills (Operazione Barras)
- Afghanistan (2002)
- Iraq (2003): 20 elicotteri impiegati

### Paesi Bassi
- Kosovo (1999): 3 elicotteri impiegati nella KFOR
- Albania (1999): 3 elicotteri impiegati nell'Operazione Allied Harbour
- Bosnia (2003-2004): 4 elicotteri impiegati nella SFOR
- Eritrea (2001): missione di pace ONU
- Iraq (2003-2005): 4 elicotteri
- Afghanistan (2005-2010)
- Mali (2014-2017: 4 elicotteri, missione di pace ONU

### Giappone
- Indonesia (2005): intervento di soccorso dopo il maremoto

### Italia
- Kurdistan (1990)
- Somalia (1993)
- Mozambico (1993)

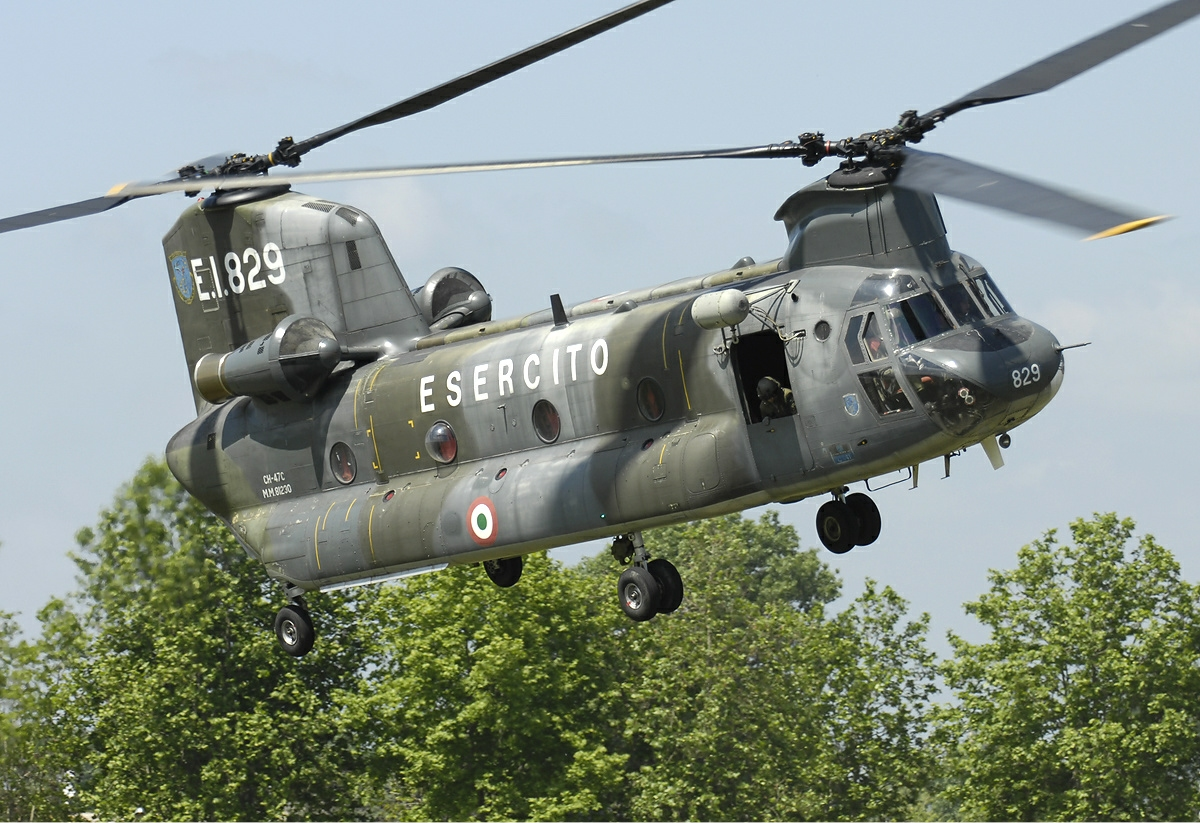
CH-47C Chinook dell'Esercito Italiano in volo

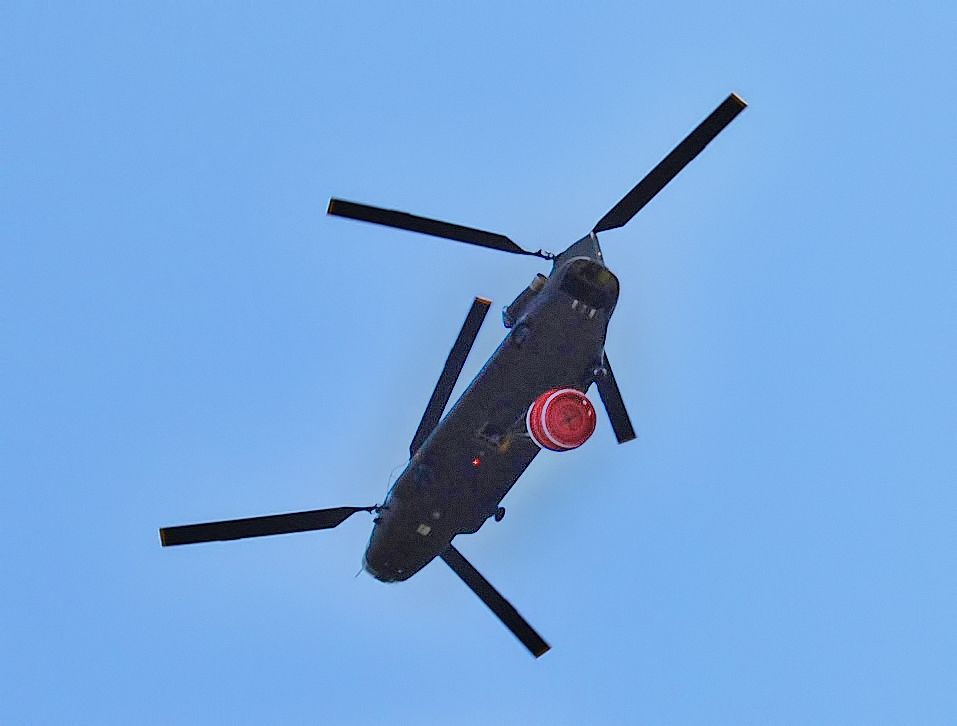
CH-47 italiano con equipaggiamento antincendio

- Kosovo (2000-2002): 3 elicotteri nelle forze KFOR
- Afghanistan: (dal 2005) 3 elicotteri nelle forze ISAF
- Iraq (2004) 3 elicotteri
- Repubblica di Macedonia (1999) 3 elicotteri nella missione Joint Guardian
- Albania 3 elicotteri

### Iran
- Guerra Iran-Iraq

### Australia
- Iraq (2003): 3 elicotteri

## Cultura di massa
- In ambito cinematografico compare nei film:
  - Lone Survivor;
  - 12 Soldiers in cui è utilizzato dalla squadra per raggiungere l'Afghanistan sorvolando le montagne a più di 7000 metri di quota di crociera;
  - Apocalypse Now;
  - Tenet;

- La ditta italiana Atlantic, negli anni 70 produsse una fedele riproduzione in scala 1-72 circa, in plastica, oggi molto ambita in campo collezionistico.

## Incidenti
Il 30 marzo 1980 ad Abu Dhabi cade il MM80825, un Boeing-Vertol CH-47C dell'Esercito Italiano. Muoiono 10 militari italiani.
La dinamica dell'incidente, come riferita dal Ministro della Difesa Lelio Lagorio in risposta ad un'interrogazione parlamentare, fu ricostruita attribuendo il disastro all'urto del rotore posteriore con una struttura a terra, mentre l'elicottero stava ultimando il posizionamento a terra di rientro da un'attività dimostrativa nel deserto, con conseguente perdita di controllo, ulteriori impatti con conseguente fuoriuscita di carburante ed incendio. Oltre all'equipaggio militare, persero la vita tre dei quattro tecnici civili presenti a bordo.